# 久保弘毅
久保 弘毅（くぼ ひろき、1971年4月20日 - ）は、テレビ神奈川 (tvk) の元アナウンサー。
奈良県出身。1990年東大寺学園高等学校、1995年京都大学薬学部卒業。1995年tvkに入社、2005年9月をもって退社した。
同局が制作する番組でMCなどを務めた他、スポーツ中継の実況なども担当していた。三崎幸恵と共に同局では数少ない生え抜きのアナウンサーであった。また、アナウンサーとしては異色とも言える薬剤師国家資格を持つ。
在職中に携わったハンドボールの魅力に見せられ、現在は薬剤師兼スポーツライター（野球・ハンドボール）として活動、神奈川の高校野球や大学などのアマチュア野球以外にもtvkのハンドボール中継にも実況で顔を見せている。